# Константиновский (Ярославская область)
Константи́новский — посёлок городского типа (рабочий посёлок) в Тутаевском районе Ярославской области России; административный центр Константиновского сельского поселения.

## География
Расположен на правом берегу Волги при устье речки Печегды. Железнодорожная станция Константиновский Завод на ветке от линии Ярославль — Рыбинск — Сонково. К западу от Константиновского проходит автодорога Р151 Ярославль — Тутаев — Рыбинск, по которой Константиновский связан пригородным автобусным сообщением с Ярославлем и Тутаевом.

## Экономика
Основное предприятие посёлка — Ярославский нефтеперерабатывающий завод им. Д. И. Менделеева. Основан завод был в 1879 году, это первый в России завод по производству смазочных масел.

## История
Село Костатиновское указано на плане Генерального межевания Борисоглебского уезда 1792 года. В 1825 Борисоглебский уезд был объединён с Романовским уездом. По сведениям 1859 года село относилось к Романово-Борисоглебскому уезду.
Статус посёлка городского типа — с 1927 года.

## Население
| \| 1939[6] \| 1959[7] \| 1970[8] \| 1979[9] \| 1989[10] \| 2001 \| 2002[11] \| 2003 \| 2004 \| \| -------- \| -------- \| -------- \| -------- \| -------- \| -------- \| -------- \| -------- \| -------- \| \| 5271 \| ↗6618 \| ↗7306 \| ↘6788 \| ↘6505 \| ↘5983 \| ↘5840 \| ↘5805 \| ↘5784 \| \| 2005 \| 2006 \| 2007[12] \| 2008 \| 2009[13] \| 2010[14] \| 2011[15] \| 2012[16] \| 2013[17] \| \| ↘5755 \| ↗5758 \| →5758 \| ↘5740 \| ↗5779 \| ↘5613 \| ↘5600 \| ↗5622 \| ↗5704 \| \| 2014[18] \| 2015[19] \| 2016[20] \| 2017[21] \| 2018[22] \| 2019[23] \| 2020[24] \| 2021[1] \| \| \| ↘5688 \| ↘5639 \| ↘5551 \| ↗5553 \| ↘5521 \| ↘5486 \| ↘5444 \| ↘5054 \| \| 1000 2000 3000 4000 5000 6000 7000 8000 1939 2001 2006 2011 2016 2021 |       |       |       |       |       |       |       |       |
| 1939 | 1959  | 1970  | 1979  | 1989  | 2001  | 2002  | 2003  | 2004  |
| 5271 | ↗6618 | ↗7306 | ↘6788 | ↘6505 | ↘5983 | ↘5840 | ↘5805 | ↘5784 |
| 2005 | 2006  | 2007  | 2008  | 2009  | 2010  | 2011  | 2012  | 2013  |
| ↘5755 | ↗5758 | →5758 | ↘5740 | ↗5779 | ↘5613 | ↘5600 | ↗5622 | ↗5704 |
| 2014 | 2015  | 2016  | 2017  | 2018  | 2019  | 2020  | 2021  |       |
| ↘5688 | ↘5639 | ↘5551 | ↗5553 | ↘5521 | ↘5486 | ↘5444 | ↘5054 |       |

## Общественный транспорт
Посёлок обслуживается автобусными маршрутами №№ 158 Ярославль-Главный — Тутаев, 158м Ярославль-Главный — Тутаев (через Микляиху), 181 ТРК Альтаир — Фоминское, 186 Тутаев — Константиновский — Фоминское, 186м Тутаев (ТМЗ) — Константиновский, 188 Тутаев — Ярославль (ЯОКБ), 189 Тутаев — Микляиха. В 3,5 км от посёлка расположена остановка «Пустово», через которую проходят автобусные маршруты №№ 504 Ярославль — Рыбинск, 506 Ярославль — Пошехонье, 972 Рыбинск — Москва, 4988 Рыбинск — Москва, 6794 Череповец — Иваново.

### Известные жители
- Старостин, Николай Фёдорович (1920—1945) — штурман эскадрильи в Великой Отечественной войне, Герой Советского Союза (1944).
- Тулин, Николай Алексеевич (1925—1988) — директор Челябинского металлургического завода (1968—1975).